# Park Ridge (Illinois)
Park Ridge is een plaats (city) in de Amerikaanse staat Illinois, en een buitenwijk van Chicago. Het valt bestuurlijk gezien onder Cook County.

## Demografie
Bij de volkstelling in 2000 werd het aantal inwoners vastgesteld op 37.775.
In 2006 is het aantal inwoners door het United States Census Bureau geschat op 36.887, een daling van 888 (-2,4%).

## Geografie
Volgens het United States Census Bureau beslaat de plaats een oppervlakte van
18,3 km², waarvan 18,2 km² land en 0,1 km² water. Park Ridge ligt op ongeveer 190 m boven zeeniveau.

## Plaatsen in de nabije omgeving
De onderstaande figuur toont nabijgelegen plaatsen in een straal van 8 km rond Park Ridge.

## Geboren in Park Ridge
- Karen Black (1939-2013), actrice, scenariste en zangeres